# Henry Brackenbury
Pour les articles homonymes, voir Brackenbury.
Henry Brackenbury, né le 1er septembre 1837 à Bolingbroke et mort le 20 avril 1914 à Nice, est un général de l'armée de terre britannique, qui est l'assistant de Garnet Wolseley dans les années 1870 et fit partie de son « cercle » d'officiers loyaux. Il est l'auteur de plusieurs livres d'histoire militaire et de mémoires.

## Biographie
Henry Brackenbury est né à Bolingbroke , dans le Lincolnshire le 1er septembre 1837. Il étudia à Tonbridge School (dans le Kent) puis à Eton, et enfin à l'Académie royale militaire de Woolwich. Il entra dans l'armée de terre britannique en 1856, combattit durant la révolte des Cipayes en 1857–1858 et assista à la Guerre franco-prussienne de 1870 au titre de l'aide aux victimes.
Après avoir fait la connaissance de Garnet Wolseley, Brackenbury lui proposa de rejoindre sa campagne ashantie (1873–74) et devint membre du « cercle de Wolseley (en) ». Il joua ensuite le rôle de son secrétaire militaire durant la Guerre anglo-zouloue de 1879. Wolseley l'avait en haute estime et l'aida dans sa carrière. Brackenbury était cependant peu aimé de ses collègues, comme de la femme de Wolseley. 
En 1880, il devint secrétaire privé du Gouverneur général des Indes, fut attaché militaire à Paris de 1881 à 1882, puis devint sous-secrétaire assistant du Lord lieutenant d'Irlande. Il joua un rôle important lors de l'expédition du Nil en 1884–1885.
Il fut promu major-général pour services distingués en campagne, puis devint directeur du Renseignement militaire en 1886. À partir de 1891 il fut membre du conseil du Gouverneur général des Indes, et en 1896 devint président du comité du matériel du War Office, poste qu'il occupa jusqu'en 1899. Il fut promu colonel-commandant en 1897, Directeur-Général du matériel en 1899 et général en 1901. Il prit sa retraite en 1904 et fut nommé membre du Conseil privé. Sa femme Emilia (épousée en 1861 mais dont il était séparé depuis longtemps) mourut en 1905 et il épousa la même année Edith Desanges. Il mourut le 20 avril 1914 à Nice.

## Décorations
- Croix de fer
- Ordre de Saint-Michel (Bavière)
- Officier de la Légion d'honneur[Quand ?] pour son rôle durant la Guerre franco-prussienne de 1870[1]
- Chevalier commandeur de l'ordre de l'Étoile d'Inde (KCSI) en 1896 pour son service comme membre du Conseil des Indes
- Chevalier grand-croix de l'ordre du Bain (GCB) en 1900 pour services militaires

## Publications
- The Last Campaign of Hanover, 1870
- Les Maréchaux de France, Étude de leur conduite de la guerre en 1870, Paris, Lachaud, Place du Théâtre Français, 1871
- Narrative of the Ashantee War (2 vol.) 1874
- The River Column: A Narrative of the Advance of the River Column of The Nile Expeditionary Force, Londres, Blackwoods, 1885
- The Nearest Guard: The History of His Majesty’s Body Guard of the Honourable Corps of Gentleman-at-Arms, Londres, 1905
- Some Memories of My Spare Time, William Blackwood & Sons, Londres, 1909

Nombreux articles de revues et journaux, dont :
- The Tactics of the Three Arms as modified to meet the requirements of the Present Day, conférence pour le Royal United Service Institute, d'abord publiée séparément, puis dans leur journal, en 1873